# Rijkhoven
Rijkhoven (Limburgs: Rèkkeve) is een dorp in de Belgische provincie Limburg, en een deelgemeente van de stad Bilzen-Hoeselt.

## Etymologie
Rijkhoven werd voor het eerst schriftelijk vermeld in 1096, en wel als Rudenchoven, van het Germaanse Hrotingu hofum, ofwel het hof van de lieden van een zekere Hroth.

## Geschiedenis
In 1096 schonk Ida van Bolen grond in Rijkhoven aan de Abdij van Munsterbilzen. De Abdis en de Graaf van Loon stichtten hier in 1216 de kapel van Alden Biesen, welke in 1220 aan de Duitse Orde werd geschonken. Deze richtte er een Commanderie op, welke uitgroeide tot Landcommanderie. Deze verwierf veel bezittingen in Rijkhoven en wijde omgeving.
Rijkhoven werd pas in 1870 een zelfstandige gemeente, toen het zich van Bilzen afsplitste.
In kerkelijke zin was men onderhorig aan de parochie van Bilzen, tot Rijkhoven in 1900 een zelfstandige parochie werd. Als parochiekerk kreeg men de beschikking over de slotkapel van Alden Biesen, waar de gelovigen ook voordien reeds de godsdienstoefeningen konden bijwonen.
In 1971 werd Rijkhoven samengevoegd met Grote-Spouwen en Kleine-Spouwen tot de nieuwe fusiegemeente Spouwen. In 1977 werd de gemeente Spouwen opgeheven en werd Rijkhoven een deelgemeente van Bilzen.
Rijkhoven omvat nog de gehuchten Reek in het noorden, en Bosselaar in het oosten.
Rijkhoven was vooral een landbouwdorp met o.a. pachters van de gronden toebehorend aan Alden Biesen of haar rentmeesterij. Sinds 1990 daalde het aantal actieve landbouwers stelselmatig. In 2019 was er nog slechts een actieve niet gepensioneerde landbouwer en een fruitteler actief naast enkele hobby- of gepensioneerde landbouwers in uitdoofscenario. De aanwezigheid van Alden Biesen zorgt bovendien voor toerisme. Zo werd de rentmeesterij via Salkmiddelen (sluiting Ford fabrieken Genk) een hotel met de naam Martin's Rentmeesterij met aangehechte nieuwbouw.

## Bezienswaardigheden
- De grote Landcommanderij van Alden Biesen (ook: Oude Biezen of Alde(n) Biezen), gesticht in 1220, en tot aan de Franse Revolutie eigendom van de Duitse Orde, is een indrukwekkend complex.
- De kapel van Alden Biesen, die nu als Onze-Lieve-Vrouw Geboortekerk de dorpskerk van Rijkhoven is, werd gebouwd tussen 1634 en 1638 en heeft zowel gotische als in barokstijl gebouwde elementen.
- Enkele vierkantshoeven met speklagen van baksteen en mergelsteen.

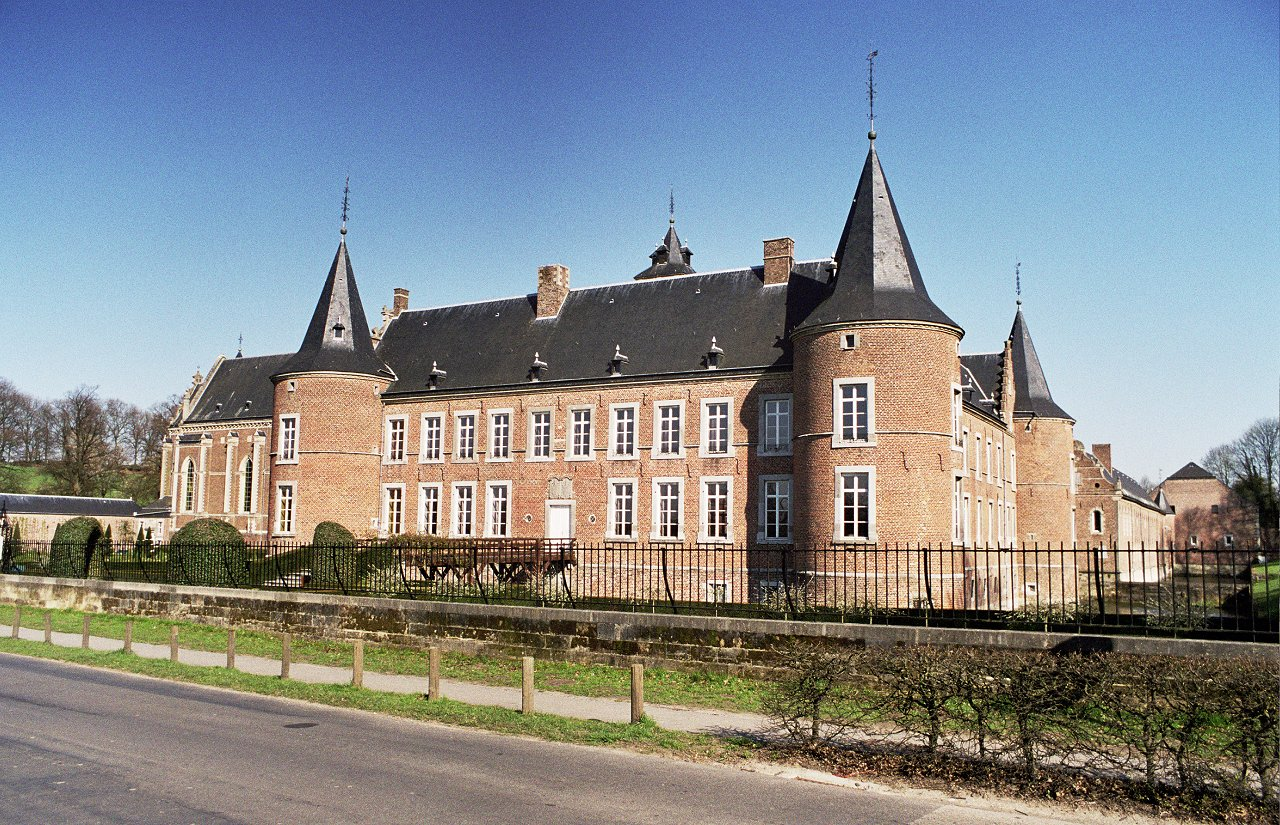
Het kasteel van Alden Biesen gezien vanaf de weg Rijkhoven Bilzen
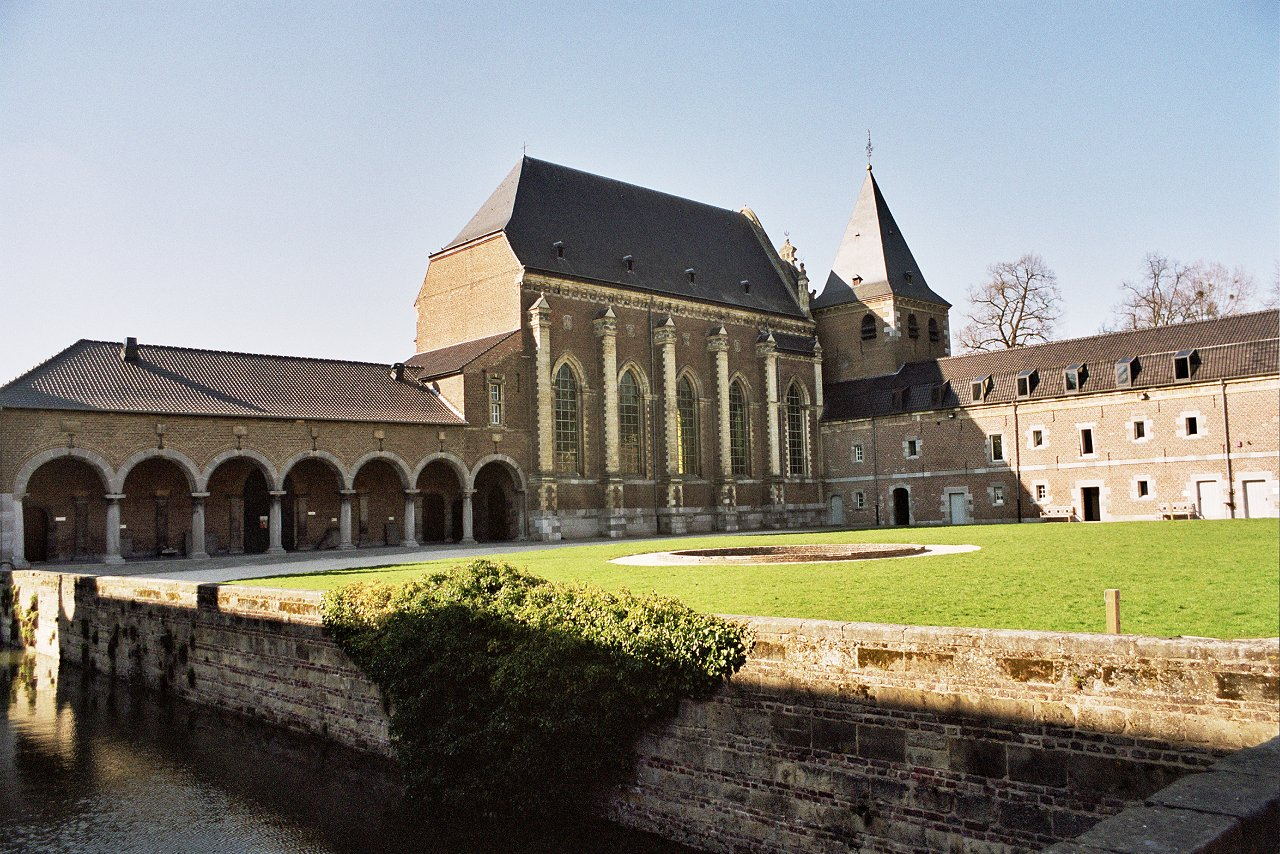
De Onze-Lieve-Vrouw Geboortekerk, gelegen op Alden Biesen
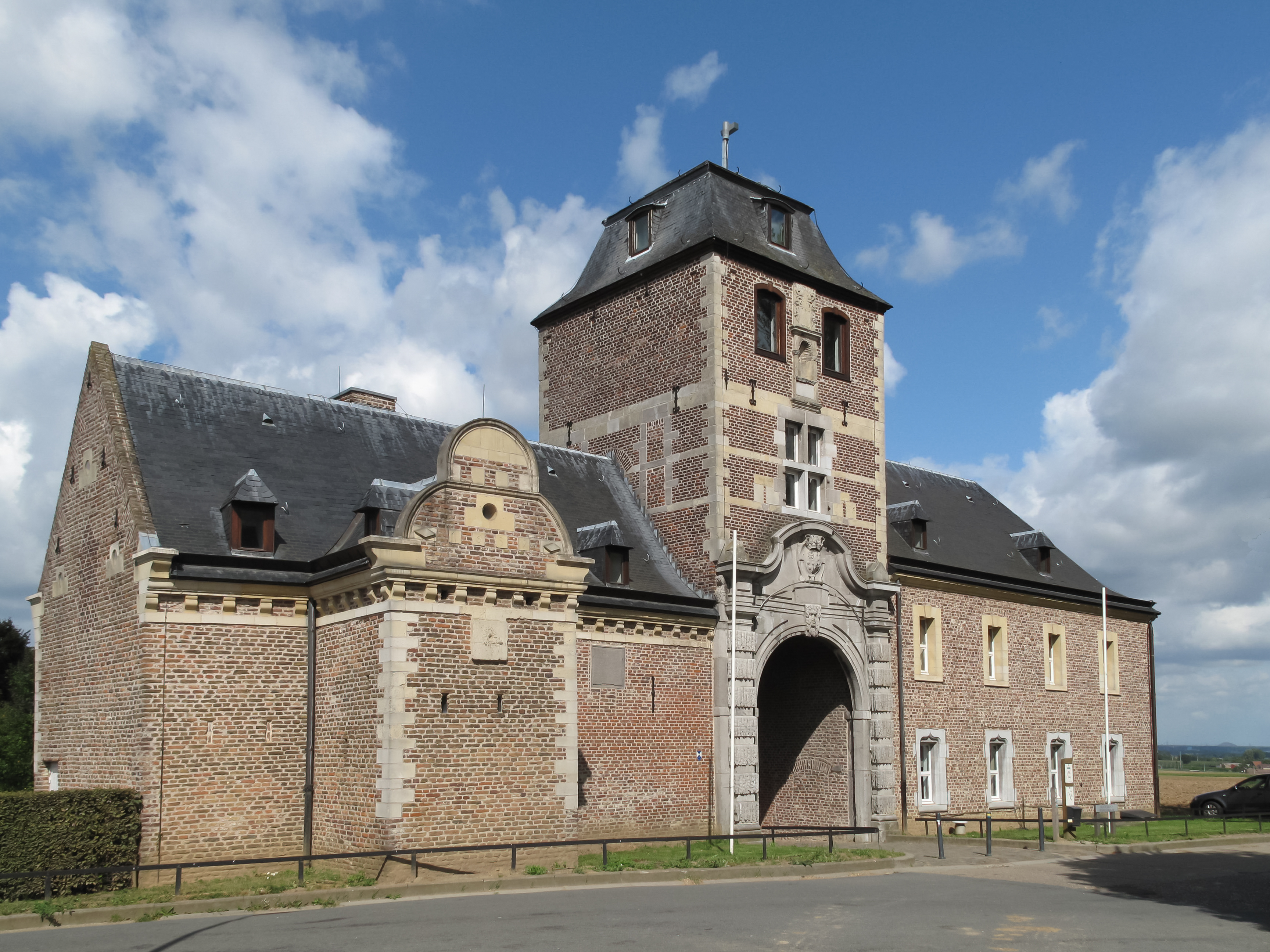
Oostelijk poortgebouw van Alden Biesen

## Natuur en landschap
Rijkhoven ligt in vochtig Haspengouw, in de vallei van de Demer, welke westelijk van het Rijkhoven stroomt in noordelijke richting, deels op het grondgebied van Hoeselt. De hoogte varieert van 55 meter (Demervallei) tot 110 meter. De omgeving van Rijkhoven bezit brongebieden en dagzomende kalkrijke zandlagen en nabij Alden Biesen ook mergels.
Het goed Alden Biesen is parkachtig en bevat ook een Franse en een Engelse tuin. Vanuit Alden Biesen starten gemarkeerde wandelroutes in de omgeving.

## Demografische ontwikkeling
- Bronnen: NIS, www.limburg.be en stad Bilzen - Opm:1870=inwoneraantal op 31 december; 1876 t/m 1970= volkstellingen

## Afkomstig van Rijkhoven
- Steve Stevaert, gouverneur van de provincie Limburg
- Johan Capiot, voormalig wielrenner
- Erika Thijs, politicus
- Edouard Roelants du Vivier (1889-1974), gemeenteraadslid.
- Baudouin Roelants du Vivier (1917-2011), gemeenteraadslid.

## Nabijgelegen kernen
Kleine-Spouwen, Grote-Spouwen, Bilzen, Hoeselt, Alt-Hoeselt, Membruggen, 's Herenelderen,Martenslinde